# Gene Simmons
Gene Simmons (Haifa, 25. kolovoza 1949.) je basist, pjevač i glumac rodom iz Izraela. Najpoznatiji je kao "Demon" u hard rock/glam metal grupi Kiss, čiji je osnivač uz gitarista i pjevača Paula Stanleya. 

## Životopis

### Rani život
Gene Simmons rođen je pod imenom Chaim Witz u Haifi 1949., te je u osmoj godini sa svojom majkom Flórom "Florence" Klein (Kovács) emigrirao u Jackson Heights, Queens u New Yorku. Flóra i njezin brat Larry bili su jedini članovi obitelji koji su preživjeli Holokaust. Simmonsov otac, Feri Witz, također rodom iz Mađarske, ostao je u Izraelu, gdje je imao još jednoga sina i tri kćeri. U SAD-u, Simmons je promijenio ime u Eugene Klein (kasnije Gene Klein), preuzevši majčino djevojačko prezime.
Prije početka glazbene karijere, Simmons je radio nekolicinu poslova na njujorškom području. Kao "izvrstan daktilograf", radio je kao pomoćnik jednog od urednika modnog časopisa Vogue, te je proveo nekoliko mjeseci kao instruktor za šesti razred na upper west side-u.

### Kiss
Simmons je svirao u svojoj prvoj grupi, Lynx, preimenovanu u The Missing Links, u tinejdžerskim godinama. Napustivši The Missing Links, osnovao je grupu The Long Island Sounds, čije ime je bila igra riječi u vezi estuarijskog odvajanja Long Islanda od Westchester Countyja, New Yorka, Conneticuta i Rhode Islanda. Dok je svirao u spomenutim grupama, Simmons je radio usputne poslove, uključujući ratmjenu stripova. Simmons je pohađao javni fakultet Sullivan County u Loch Sheldrakeu, New York. Zatim se priključio grupi Bullfrog Bheer, s kojom je snimio demosnimku "Leeta", koja je kasnije uključena u Kissov box set.
Ranik 1970-ih Simmons je s Paulom Stanleyem (Stanley Bert Eisen) osnovao grupu Wicked Lester, te su snimili jedan album, koji nikada nije izdan. Nezadovoljni zvukom i izgledom Wicked Lestera, Simmons i Stanley odlučili su otpustiti preostale članove grupe, ali su naišli na njihov otpor, te su sami napustili grupu, gubeći time ugovor s izdavačkom kućom Epic Records. Odlučili su sastaviti ultimativni rock sastav, te su započeli potragu za bubnjarem. Naišli su na oglas Petera Criscoule (Peter Criss), koji je tada svirao po klubovima u Brooklynu. Započevši kao trio, uskoro im se pridružio Paul Frehley (Ace Frehley), koji se javio na oglas u časopisu The Village Voice. U veljači 1974. Kiss je izdao svoj istoimeni debitni album. 
Godine 1983., kada je Kissova slava počela opadati, članovi su skinuli svoju prepoznatljivu šminku, te potaknuli novi porast popularnosti grupe, koji je potrajao do 90-ih godina. U vrijeme preporoda Peter Criss je napustio grupu, te je njegovo mjesto preuzeo Paul Charles Caravello (Eric Carr), koji je svirao za Kiss od 1980. do svoje smrti u 41. godini, 1991. godine. Slijedilo je ujedinjenje originalnig članova grupe, te turneja 1996. – 1997. No nakon albuma Psycho Circus 1998., sastav grupe se opet izmijenio, te je Tommy Thayer zamijenio Acea Frehleya na gitari, a Eric Singer zamijenio je Petera Crissa na bubnjevima.

### Osobni život
Simmons je veliki obožavatelj znanstvene fantastike i stripova, te je izdao nekolicinu znanstveno-fantastičnih nekomercijalnih časopisa. U 1960tima, promijenio je ime u Gene Simmons, po legendarnom rockabilly izvođaču Jumpin' Gene Simmonsu.
Simmons živi u Beverly Hillsu s nekadašnjom Playboyevom Zečicom i glumicom Shannon Tweed, s kojom je hodao 28 godina. U više navrata se našalio kako su on i Tween "sretno nevjenčani", te je tvrdio kako je brak institucija, a on ne želi živjeti u instituciji. Unatoč tome, par se vjenčao 1. listopada 2011., te imaju dvoje djece: sina Nicka (rođen 22. siječnja 1989.), te kći Sophie (rođena 7. srpnja 1992.).